# ミラン・スミリャニッチ
ミラン・スミリャニッチ（セルビア語: Милан Смиљанић、英語: Milan Smiljanić, 1986年11月19日 - ）は、スウェーデン、カルマル出身で元セルビア代表の元サッカー選手。現役時代のポジションはMF。父はサッカー指導者のブランコ・スミリャニッチ。

## 経歴

### クラブ
2005年から2007年まではパルチザン・ベオグラードに在籍。2005年3月26日にトップデビューした。パルチザン・ベオグラードでは合計48試合に出場し、1得点を記録。2007年7月19日、スペインのRCDエスパニョールへ移籍を果たした。8月26日のレアル・バジャドリードとの開幕戦でリーガデビュー。2007-08シーズンは21試合に出場した。しかし、2009-10シーズンは背番号が与えられず、2010年1月26日にスポルティング・ヒホンへレンタル移籍した。シーズン終了後の7月23日にパルチザンにレンタルで復帰し、翌2011年にはパルチザンへ完全移籍。

### 代表
U-21セルビア代表として2007年に行われたUEFA U-21欧州選手権に出場し、準優勝した。2008年には、北京オリンピックにも出場したがチームは1勝もできずグループリーグを敗退した。
フル代表としては、2007年8月22日のベルギー戦で代表初キャップを記録している。また、10月17日のアゼルバイジャン戦で代表初ゴールを記録した。

## 代表歴
- U-21セルビア代表
  - 2007 UEFA U-21欧州選手権準優勝
  - 2008 北京オリンピック
- セルビア代表 2007-2008
  - 代表デビュー：2007年8月22日 vs ベルギー
  - 代表初ゴール：2007年10月17日 vs アゼルバイジャン
  - 代表通算：6試合出場 1得点